# 仰沃拉奴寺
仰沃拉奴寺是位于曼谷拍那空县的大宗派佛寺。现任方丈是Phrakru Sri Sutaphon（Khamnung P.D. 6）。

## 历史
仰沃拉努寺始建于1784年，最初名为新通空寺（Wat Thong Kung），后来帕拉努赤（Palad Nuch）进行了修复工作。因此，村民们将其称为帕拉努赤寺（Wat Palad Nuch）。后来，在朱拉隆功国王统治时期，仰沃拉努建了一座寺庙。因此，国王下令，创造者的名字也应包含在这座寺庙中。因此这座寺庙被命名为仰沃拉努寺。该寺于1947年1月29日获得皇家维松坎西玛勋章。

## 图集

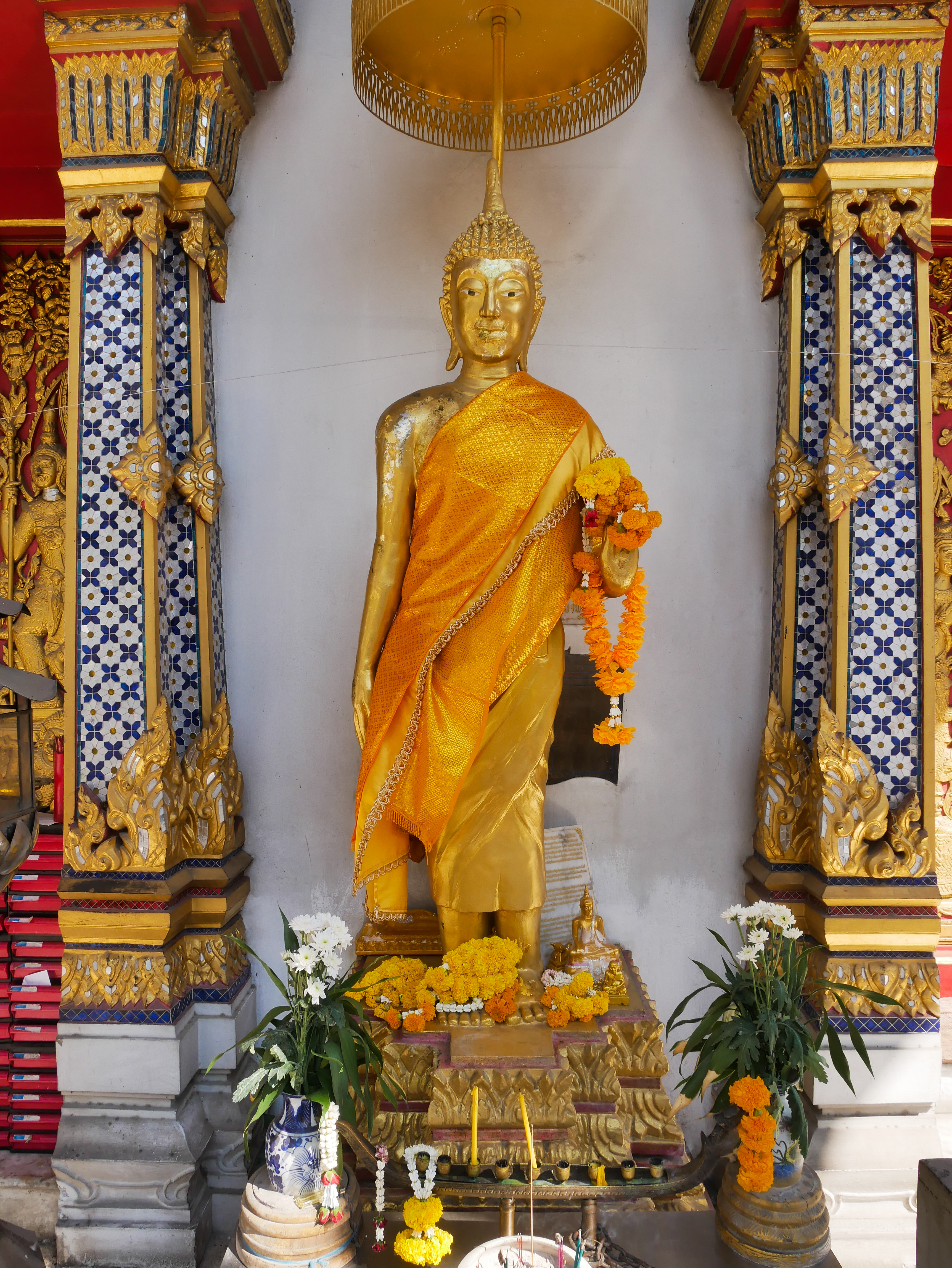
龙婆帕邦巴西提却（หลวงพ่อพระบางประสิทธิโชค）
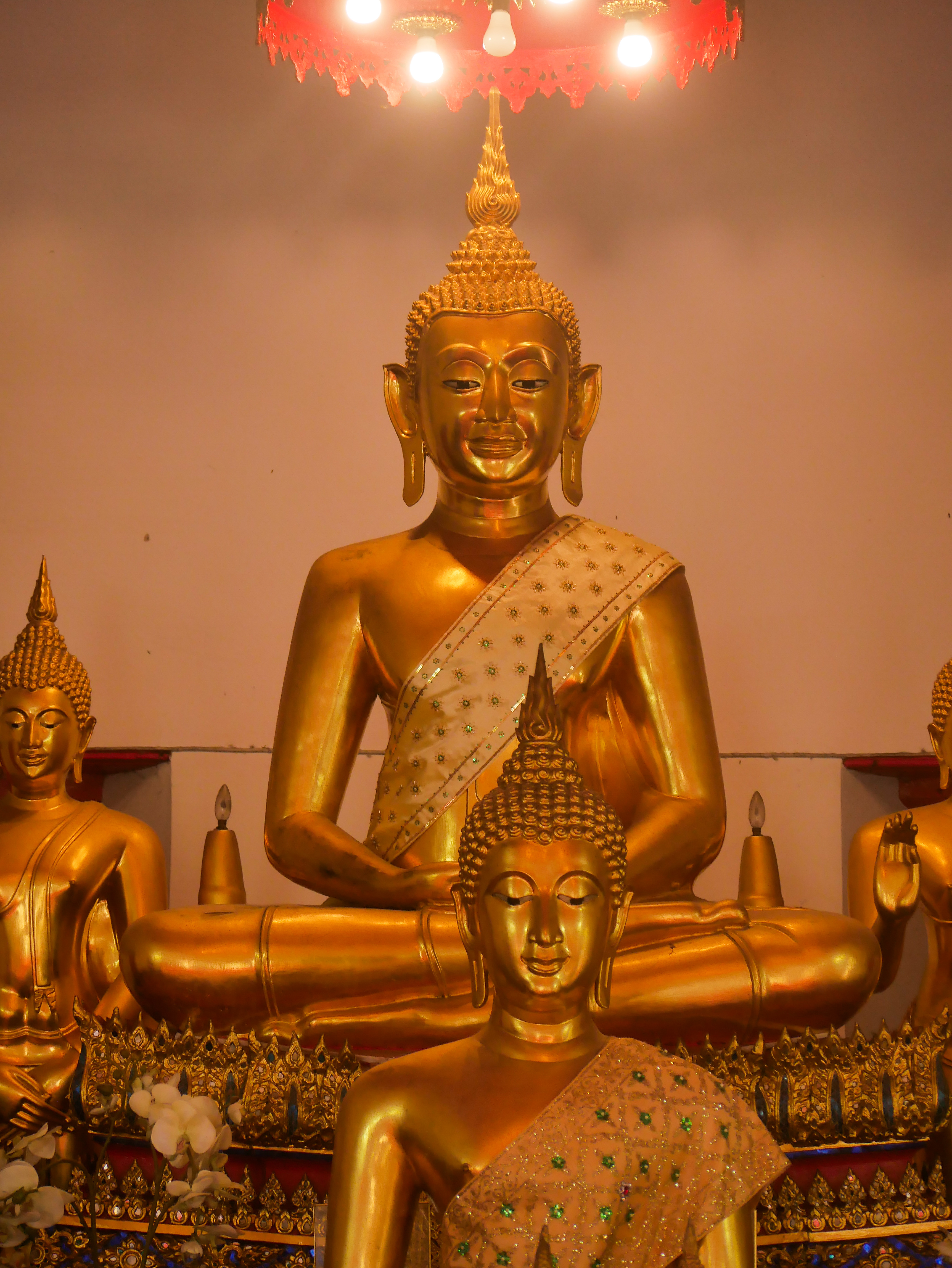
礼拜堂内的主要佛像
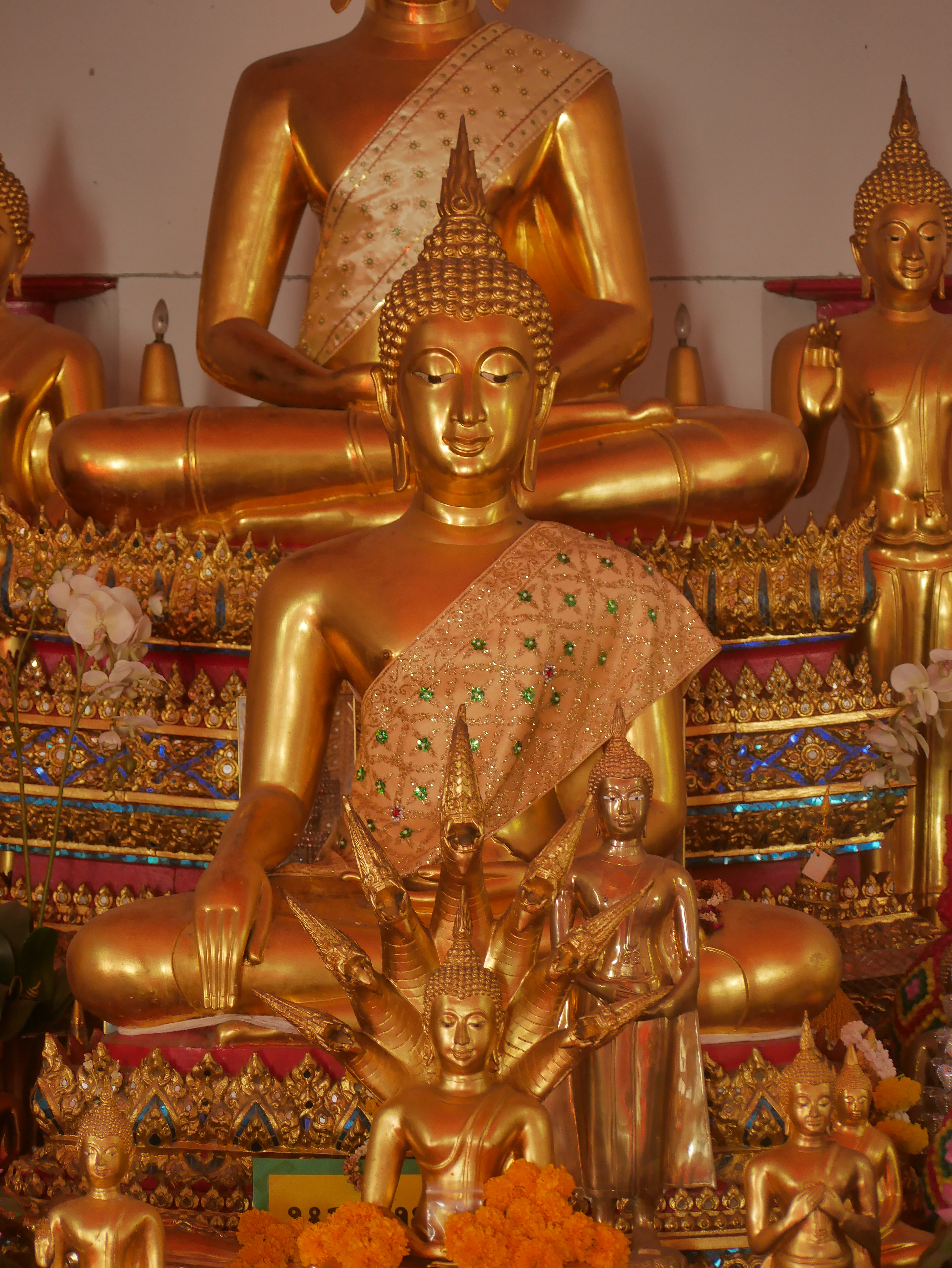
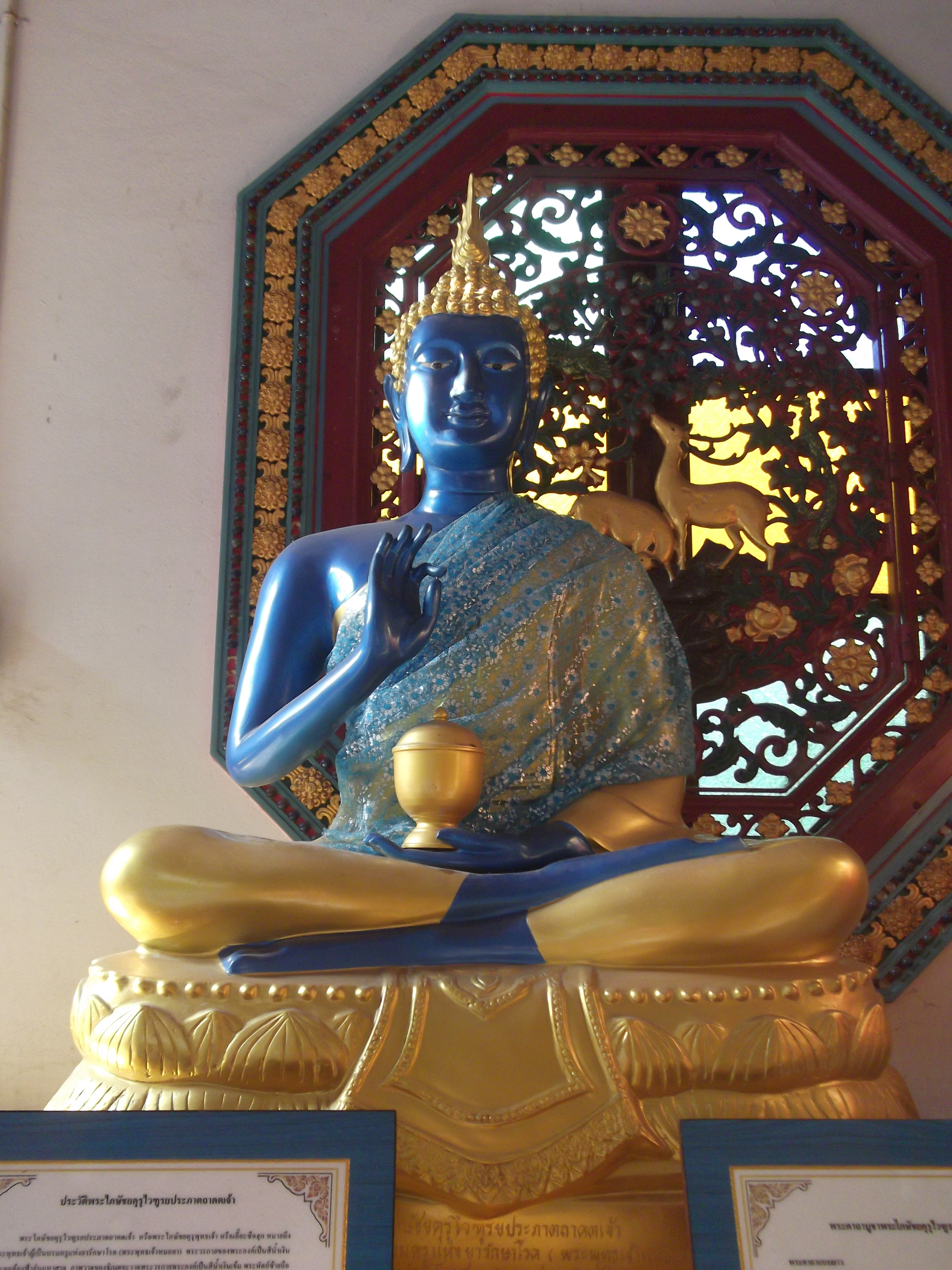
药师佛
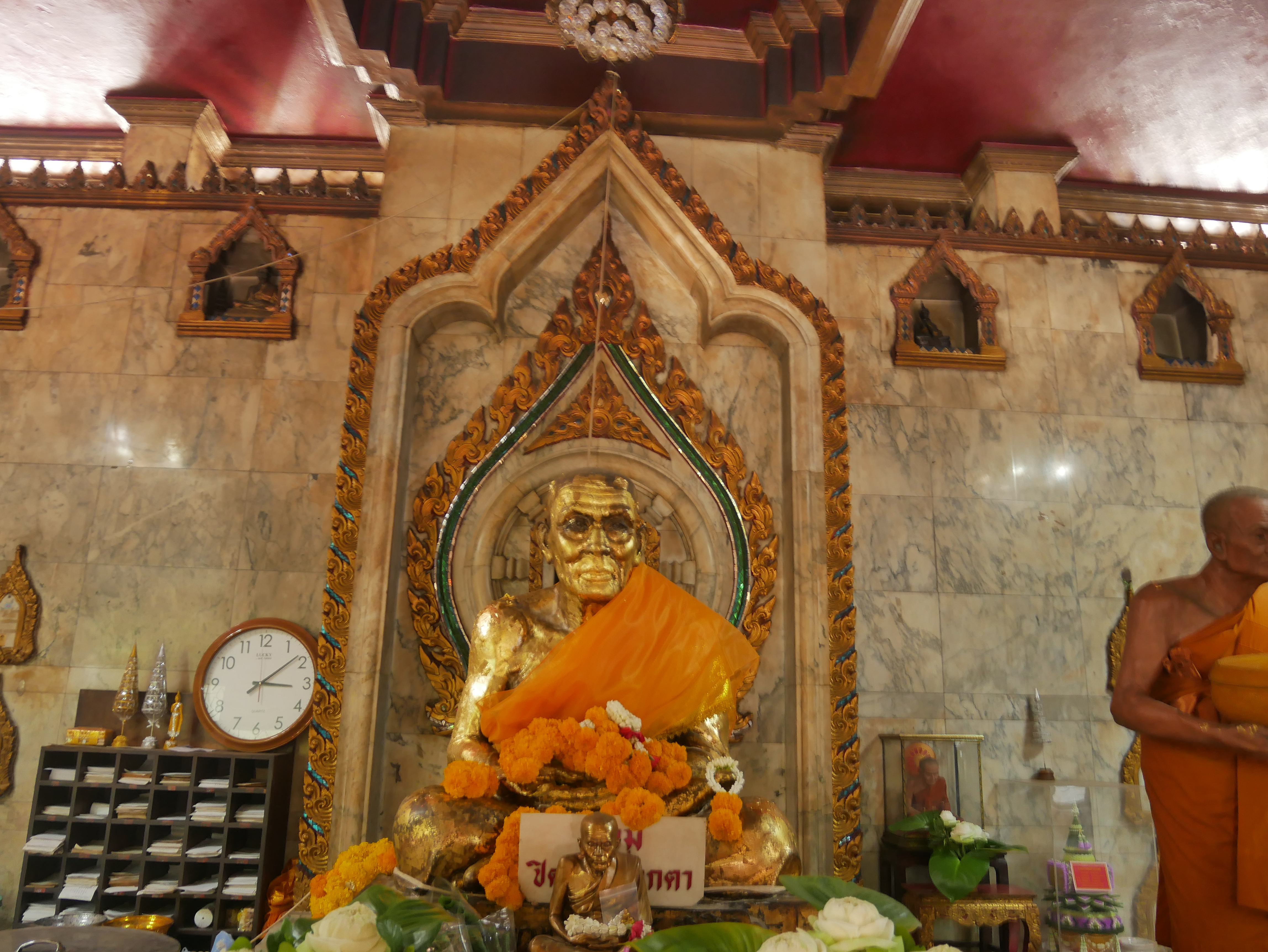
龙婆托
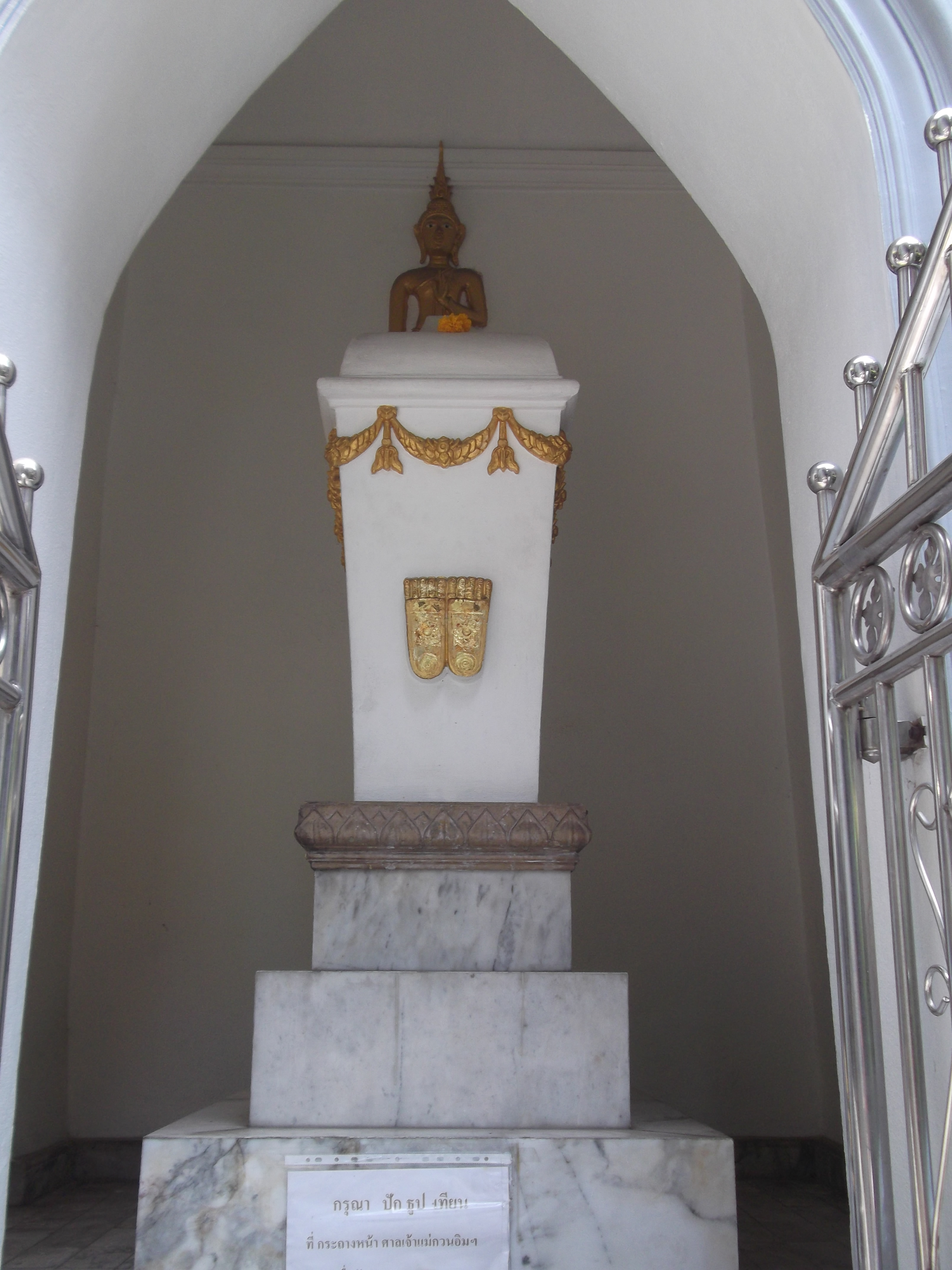
佛陀般涅槃